# Odometro (veicoli)

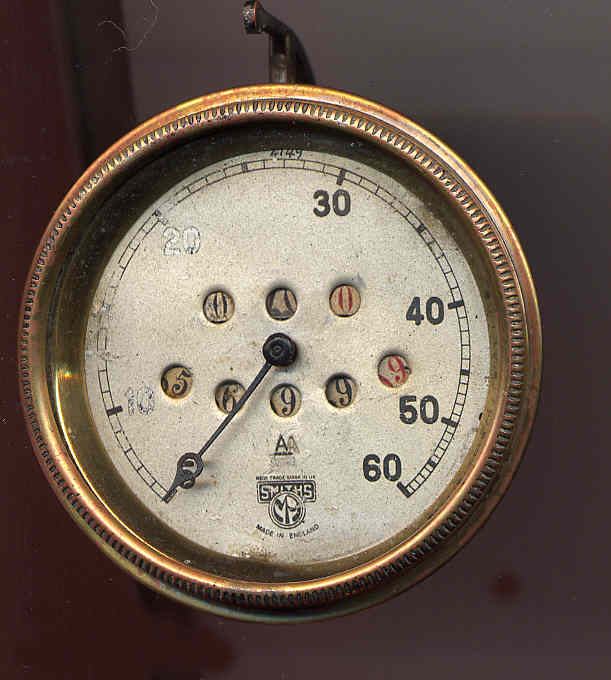
Odometro degli anni venti

L'odometro è lo strumento che indica la distanza totale percorsa (in chilometri o miglia) sui veicoli. Può essere di tipo analogico o digitale.

## Storia
I primi odometri erano apparecchi dotati di ruota che servivano per misurare la distanza di un tratto di strada. Il primo vero indicatore della distanza simile agli odometri moderni, con un cilindro per ogni singola cifra, venne inventato da William Clayton, sebbene già Benjamin Franklin avesse applicato un odometro tradizionale alle carrozze su cui viaggiava.

## Odometri odierni
Al giorno d'oggi, gli odometri si trovano sia sulle automobili e sugli altri mezzi a motore sia sulle biciclette (come funzione dei cosiddetti ciclocomputer). Sulle auto si trovano spesso all'interno del tachimetro e sui modelli più recenti sono perlopiù di tipo digitale. Spesso la sigla ODO indica il contachilometri (o contamiglia) totale, mentre TRIP indica quello parziale.